# Halsnøytunnel
Der Halsnøytunnel (norwegisch Halsnøytunnelen) ist ein einröhriger Unterwasser-Straßentunnel zwischen dem Festland und der Insel Halsnøya in der Kommune Kvinnherad in der Provinz Vestland, Norwegen.
Der Tunnel im Verlauf des Fylkesvei  ist 4120 m lang und unterquert den Høylandssundet, ein Seitengewässer des Hardangerfjords. Der tiefste Punkt des Tunnels liegt 135 m unter der Meeresoberfläche.
Mit der Tunneleröffnung im Jahr 2008 wurde die Fährverbindung Sunde-Ranavik-Skjersholmane auf Ranavik-Skjersholmane verkürzt und ca. 11 Jahre später, am 5. September 2019, die zur Finanzierung des Tunnels notwendige Maut wieder abgeschafft.
Der Tunnel ist für Radfahrer gesperrt.